# الکساندر پولشچوک

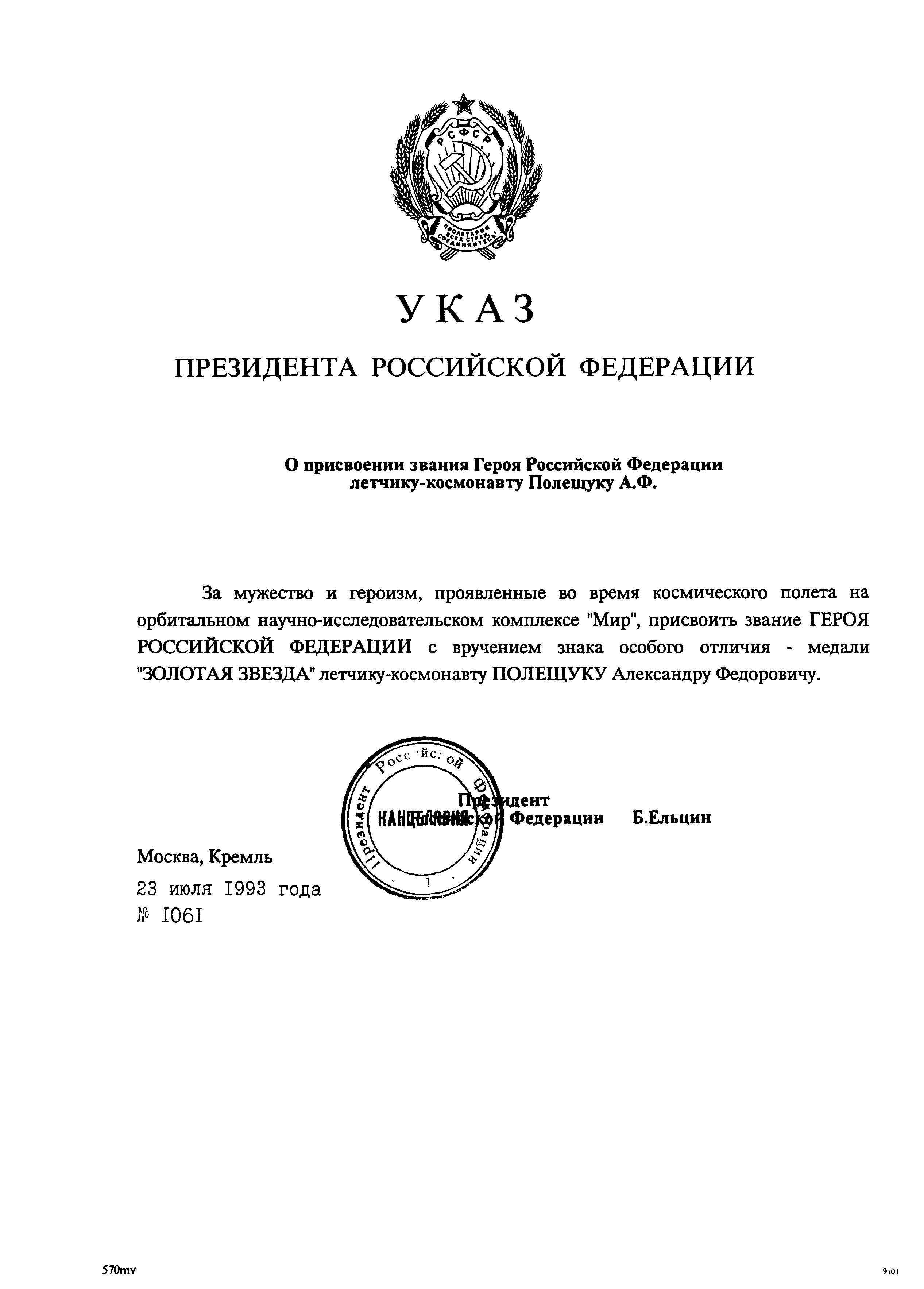
الکساندر پولشچوک

الکساندر پولشچوک (به انگلیسی: Aleksandr Poleshchuk) فضانورد اهل کشور روسیه است که در ۳۰ اکتبر ۱۹۵۳ میلادی در چرمخوفو زاده شد. وی در مأموریت سایوز تی‌ام-۱۶ حضور داشته است.